# Trichilia stenophylla
Trichilia stenophylla är en tvåhjärtbladig växtart som beskrevs av Urb. & Ekman. Trichilia stenophylla ingår i släktet Trichilia och familjen Meliaceae. Inga underarter finns listade i Catalogue of Life.